# Cutremure în 2010

## Ianuarie
- Un cutremur cu magnitudinea 6,2 pe scara Richter a zguduit sudul insulelor Mariane, pe 2 ianuarie, la o adâncime de 10 km.
- Un cutremur cu magnitudinea 6,5 pe scara Richter a zguduit Insulele Solomon, pe 3 ianuarie, la o adâncime de 33 km.
- Un cutremur cu magnitudinea 7,1 pe scara Richter a zguduit Insulele Solomon, pe 3 ianuarie, la o adâncime de 19 km. 16 case au fost distruse, cel puțin 60 avariate și 1.000 de persoane au rămas fără adăpost pe Insula Rendova. O parte din pagube a fost cauzată de un tsunami, cu o înălțime a valurilor de 2-3 m pe Insula Rendova.
- Un cutremur cu magnitudinea 6,7 pe scara Richter a zguduit estul insulelor Sandwich de Sud, pe 5 ianuarie, la o adâncime de 21 km.
- Un cutremur cu magnitudinea 6,8 pe scara Richter a zguduit Insulele Solomon, pe 5 ianuarie, la o adâncime de 32 km.
- Un cutremur cu magnitudinea 6,0 pe scara Richter a zguduit Insulele Solomon, pe 5 ianuarie, la o adâncime de 40 km.
- Un cutremur cu magnitudinea 6,2 pe scara Richter a zguduit Insulele Solomon, pe 9 ianuarie, la o adâncime de 20 km.
- Un cutremur cu magnitudinea 5,0 pe scara Richter a zguduit Insula Java, Indonezia, pe 10 ianuarie, la o adâncime de 80 km. O persoană a murit de atac de cord în Garut și două persoane au fost rănite la Kampungbaru.
- Un cutremur cu magnitudinea 6,5 pe scara Richter a zguduit nordul statului California, Statele Unite, pe 10 ianuarie, la o adâncime de 20 km. Aproximativ 30 de persoane au fost rănite și pagube moderate au fost raportate la sute de case și clădiri din zona Eureka-Ferndale.
- Un cutremur cu magnitudinea 7,1 pe scara Richter a zguduit Haiti, pe 12 ianuarie, la o adâncime de 10 km. Potrivit unui raport al prim-ministrului haitian, Jean-Max Bellerive, 316.000 de persoane și-au pierdut viața, iar alte 300.000 au fost rănite, plasând evenimentul pe locul al doilea în topul celor mai dezastruoase cutremure din istoria omenirii.
- Un cutremur cu magnitudinea 6,0 pe scara Richter a zguduit sudul insulelor Mariane, pe 14 ianuarie, la o adâncime de 32 km.
- Un cutremur cu magnitudinea 5,5 pe scara Richter a zguduit Statul Sucre, Venezuela, pe 15 ianuarie, la o adâncime de 10 km. 11 persoane au fost rănite și trei case avariate la Cariaco.
- Un cutremur cu magnitudinea 4,4 pe scara Richter a zguduit Provincia Guizhou, China, pe 17 ianuarie, la o adâncime de 27 km. Cel puțin 8 persoane au fost ucise și 9 rănite după ce două alunecări de teren au avut loc în Guizhou.
- Un cutremur cu magnitudinea 6,3 pe scara Richter a zguduit Strâmtoarea Drake, pe 17 ianuarie, la o adâncime de 40 km.
- Un cutremur cu magnitudinea 6,0 pe scara Richter a zguduit Departamentul Jutiapa, Guatemala, pe 18 ianuarie, la o adâncime de 100 km.
- Un cutremur cu magnitudinea 6,0 pe scara Richter a zguduit Haiti, pe 20 ianuarie, la o adâncime de 2 km.
- Un cutremur cu magnitudinea 6,1 pe scara Richter a zguduit Filipine, pe 27 ianuarie, la o adâncime de 10 km.
- Un cutremur cu magnitudinea 6,0 pe scara Richter a zguduit Provincia Jujuy, Argentina, pe 28 ianuarie, la o adâncime de 156 km.
- Un cutremur cu magnitudinea 6,0 pe scara Richter a zguduit Vanuatu, pe 29 ianuarie, la o adâncime de 84 km.
- Un cutremur cu magnitudinea 5,3 pe scara Richter a zguduit estul provinciei Sichuan, China, pe 30 ianuarie, la o adâncime de 10 km. Potrivit autorităților, o persoană a murit, 15 au fost rănite și mai mult de 100 de case distruse.

## Februarie
- Un cutremur cu magnitudinea 6,2 pe scara Richter a zguduit Insula Bougainville, Papua Noua Guinee, pe 1 februarie, la o adâncime de 51 km.
- Un cutremur cu magnitudinea 6,1 pe scara Richter a zguduit Dorsala Indiană de Sud-Est, pe 5 februarie, la o adâncime de 10 km.
- Un cutremur cu magnitudinea 6,0 pe scara Richter a zguduit Insulele Kurile, Rusia, pe 6 februarie, la o adâncime de 60 km.
- Un cutremur cu magnitudinea 6,5 pe scara Richter a zguduit sud-vestul insulelor Ryukyu, Japonia, pe 7 februarie, la o adâncime de 10 km.
- Un cutremur cu magnitudinea 6,0 pe scara Richter a zguduit Tonga, pe 9 februarie, la o adâncime de 10 km.
- Un cutremur cu magnitudinea 6,1 pe scara Richter a zguduit Tonga, pe 13 februarie, la o adâncime de 10 km.
- Un cutremur cu magnitudinea 6,2 pe scara Richter a zguduit Insulele Barat Daya, Indonezia, pe 15 februarie, la o adâncime de 133 km.
- Un cutremur cu magnitudinea 6,9 pe scara Richter a zguduit Provincia Jilin, China, pe 18 februarie, la o adâncime de 566 km.
- Un cutremur cu magnitudinea 5,0 pe scara Richter a zguduit Provincia Yunnan, China, pe 25 februarie, la o adâncime de 40 km. 11 persoane au fost rănite și mai multe case avariate în Yunnan.
- Un cutremur cu magnitudinea 7,2 pe scara Richter a zguduit Insulele Ryukyu, Japonia, pe 26 februarie, la o adâncime de 2 km.
- Un cutremur cu magnitudinea 8,8 pe scara Richter a zguduit Regiunea Maule, Chile, pe 27 februarie, la o adâncime de 30 km. Potrivit unui raport al Ministerului de Interne și de Securitate Publică, 547 de persoane și-au pierdut viața, iar alte 12.000 au fost rănite în zona Valparaíso-Concepción-Temuco. Cutremurul a generat un tsunami care a devastat mai multe orașe de coastă din sudul și centrul statului Chile și a avariat portul Talcahuano. Avertismente de tsunami au fost emise în 53 de țări, iar valul a provocat pagube minore în San Diego, California și Regiunea Tōhoku, Japonia.
- Un cutremur cu magnitudinea 6,2 pe scara Richter a zguduit Regiunea Maule, Chile, pe 27 februarie, la o adâncime de 30 km.
- Un cutremur cu magnitudinea 6,0 pe scara Richter a zguduit Regiunea Valparaíso, Chile, pe 27 februarie, la o adâncime de 10 km.
- Un cutremur cu magnitudinea 6,0 pe scara Richter a zguduit Regiunea Biobío, Chile, pe 27 februarie, la o adâncime de 32 km.
- Un cutremur cu magnitudinea 6,9 pe scara Richter a zguduit Regiunea Biobío, Chile, pe 27 februarie, la o adâncime de 30 km.
- Un cutremur cu magnitudinea 6,1 pe scara Richter a zguduit Regiunea Maule, Chile, pe 27 februarie, la o adâncime de 30 km.
- Un cutremur cu magnitudinea 6,0 pe scara Richter a zguduit Regiunea Valparaíso, Chile, pe 27 februarie, la o adâncime de 30 km.
- Un cutremur cu magnitudinea 6,2 pe scara Richter a zguduit Provincia Salta, Argentina, pe 27 februarie, la o adâncime de 60 km. Doi oameni au fost uciși și doi răniți în zona Salta.
- Un cutremur cu magnitudinea 6,3 pe scara Richter a zguduit Regiunea Valparaíso, Chile, pe 27 februarie, la o adâncime de 30 km.
- Un cutremur cu magnitudinea 6,1 pe scara Richter a zguduit Regiunea Maule, Chile, pe 28 februarie, la o adâncime de 30 km.

## Martie
- Un cutremur cu magnitudinea 6,0 pe scara Richter a zguduit Regiunea Biobío, Chile, pe 3 martie, la o adâncime de 40 km.
- Un cutremur cu magnitudinea 6,4 pe scara Richter a zguduit Taiwan, pe 4 martie, la o adâncime de 20 km. 96 de persoane au fost rănite și un pod avariat în Kaohsiung. Cel puțin 340 de clădiri, inclusiv situri istorice, au fost avariate pe întreaga insulă.
- Un cutremur cu magnitudinea 6,0 pe scara Richter a zguduit Regiunea Valparaíso, Chile, pe 4 martie, la o adâncime de 26 km.
- Un cutremur cu magnitudinea 6,4 pe scara Richter a zguduit Vanuatu, pe 4 martie, la o adâncime de 200 km.
- Un cutremur cu magnitudinea 6,3 pe scara Richter a zguduit Regiunea Antofagasta, Chile, pe 4 martie, la o adâncime de 108 km.
- Un cutremur cu magnitudinea 6,1 pe scara Richter a zguduit Regiunea Biobío, Chile, pe 5 martie, la o adâncime de 22 km.
- Un cutremur cu magnitudinea 6,6 pe scara Richter a zguduit Regiunea Biobío, Chile, pe 5 martie, la o adâncime de 25 km.
- Un cutremur cu magnitudinea 6,6 pe scara Richter a zguduit Insulele Mentawai, Indonezia, pe 5 martie, la o adâncime de 10 km.
- Un cutremur cu magnitudinea 6,3 pe scara Richter a zguduit sudul Dorsalei Pacificului de Est, pe 7 martie, la o adâncime de 10 km.
- Un cutremur cu magnitudinea 6,0 pe scara Richter a zguduit Provincia Elâzığ, Turcia, pe 8 martie, la o adâncime de 10 km. Cel puțin 42 de persoane au fost ucise, 100 rănite, 287 de clădiri distruse și 700 puternic avariate în zona Bașyurt-Demirci-Kovancılar-Okçular.
- Un cutremur cu magnitudinea 6,0 pe scara Richter a zguduit Insulele Maug, pe 8 martie, la o adâncime de 451 km.
- Un cutremur cu magnitudinea 7,2 pe scara Richter a zguduit Regiunea Libertador O'Higgins, Chile, pe 11 martie, la o adâncime de 2 km.
- Un cutremur cu magnitudinea 6,9 pe scara Richter a zguduit Regiunea Libertador O'Higgins, Chile, pe 11 martie, la o adâncime de 10 km.
- Un cutremur cu magnitudinea 6,1 pe scara Richter a zguduit Regiunea Libertador O'Higgins, Chile, pe 11 martie, la o adâncime de 10 km.
- Un cutremur cu magnitudinea 6,1 pe scara Richter a zguduit Regiunea Libertador O'Higgins, Chile, pe 12 martie, la o adâncime de 10 km.
- Un cutremur cu magnitudinea 6,0 pe scara Richter a zguduit Palau, pe 4 martie, la o adâncime de 10 km.
- Un cutremur cu magnitudinea 6,5 pe scara Richter a zguduit Insulele Obi, Indonezia, pe 14 martie, la o adâncime de 70 km.
- Un cutremur cu magnitudinea 6,6 pe scara Richter a zguduit coasta de est a insulei Honshu, Japonia, pe 14 martie, la o adâncime de 40 km.
- Un cutremur cu magnitudinea 6,0 pe scara Richter a zguduit sudul Oceanului Indian, pe 14 martie, la o adâncime de 10 km.
- Un cutremur cu magnitudinea 6,0 pe scara Richter a zguduit Regiunea Maule, Chile, pe 15 martie, la o adâncime de 10 km.
- Un cutremur cu magnitudinea 6,7 pe scara Richter a zguduit Regiunea Biobío, Chile, pe 16 martie, la o adâncime de 35 km.
- Un cutremur cu magnitudinea 6,5 pe scara Richter a zguduit Insula Noua Irlandă, Papua Noua Guinee, pe 20 martie, la o adâncime de 424 km.
- Un cutremur cu magnitudinea 6,1 pe scara Richter a zguduit Insula Mindoro, Filipine, pe 25 martie, la o adâncime de 71 km.
- Un cutremur cu magnitudinea 6,2 pe scara Richter a zguduit Regiunea Atacama, Chile, pe 26 martie, la o adâncime de 30 km.
- Un cutremur cu magnitudinea 6,6 pe scara Richter a zguduit Insulele Andaman, India, pe 30 martie, la o adâncime de 40 km. Cel puțin 10 persoane au fost rănite sărind de la balcoanele clădirilor și mai multe case ușor avariate la Diglipur. Alunecări de teren au avut loc în zona Diglipur.

## Aprilie
- Un cutremur cu magnitudinea 6,0 pe scara Richter a zguduit Regiunea Biobío, Chile, pe 2 aprilie, la o adâncime de 32 km.
- Un cutremur cu magnitudinea 7,2 pe scara Richter a zguduit Statul Baja California, Mexic, pe 4 aprilie, la o adâncime de 10 km. Două persoane au fost ucise, cel puțin 233 rănite și mai multe clădiri avariate în zona Mexicali.
- Un cutremur cu magnitudinea 7,7 pe scara Richter a zguduit nordul insulei Sumatra, Indonezia, pe 6 aprilie, la o adâncime de 40 km.
- Un cutremur cu magnitudinea 6,0 pe scara Richter a zguduit Insula Noua Guinee, pe 7 aprilie, la o adâncime de 37 km.
- Un cutremur cu magnitudinea 6,8 pe scara Richter a zguduit Insulele Solomon, pe 11 aprilie, la o adâncime de 60 km.
- Un cutremur cu magnitudinea 6,9 pe scara Richter a zguduit sudul provinciei Qinghai, China, pe 13 aprilie, la o adâncime de 33 km. Cel puțin 2.968 de persoane au fost ucise, 12.135 rănite și 15.000 de clădiri avariate din zona Yushu.
- Un cutremur cu magnitudinea 6,2 pe scara Richter a zguduit estul insulei Noua Guinee, pe 17 aprilie, la o adâncime de 70 km.
- Un cutremur cu magnitudinea 5,6 pe scara Richter a zguduit Provincia Baghlan, Afghanistan, pe 18 aprilie, la o adâncime de 10 km. 11 persoane au fost ucise, mai mult de 70 rănite, 2.000 de case distruse și zeci de animale ucise în Samangan. Alunecările de teren au blocat drumurile din zonă.
- Un cutremur cu magnitudinea 5,3 pe scara Richter a zguduit Australia de Vest, pe 20 aprilie, la o adâncime de 10 km. Trei persoane au fost rănite și clădiri și drumuri avariate în zona Kalgoorlie-Boulder.
- Un cutremur cu magnitudinea 6,1 pe scara Richter a zguduit Tonga, pe 21 aprilie, la o adâncime de 10 km.
- Un cutremur cu magnitudinea 6,0 pe scara Richter a zguduit Insulele Obi, Indonezia, pe 24 aprilie, la o adâncime de 48 km.
- Un cutremur cu magnitudinea 6,5 pe scara Richter a zguduit sud-estul Taiwanului, pe 26 aprilie, la o adâncime de 2 km.
- Un cutremur cu magnitudinea 6,5 pe scara Richter a zguduit Marea Bering, pe 30 aprilie, la o adâncime de 10 km.
- Un cutremur cu magnitudinea 6,3 pe scara Richter a zguduit Marea Bering, pe 30 aprilie, la o adâncime de 13 km.

## Mai
- Un cutremur cu magnitudinea 6,0 pe scara Richter a zguduit Regiunea Libertador O'Higgins, Chile, pe 2 mai, la o adâncime de 10 km.
- Un cutremur cu magnitudinea 6,1 pe scara Richter a zguduit Insulele Izu, Japonia, pe 3 mai, la o adâncime de 70 km.
- Un cutremur cu magnitudinea 6,2 pe scara Richter a zguduit Regiunea Biobío, Chile, pe 3 mai, la o adâncime de 15 km.
- Un cutremur cu magnitudinea 6,5 pe scara Richter a zguduit sudul insulei Sumatra, Indonezia, pe 5 mai, la o adâncime de 30 km.
- Un cutremur cu magnitudinea 6,4 pe scara Richter a zguduit Regiunea Tarapacá, Chile, pe 6 mai, la o adâncime de 10 km. 11 persoane au fost rănite, unele clădiri ușor avariate, utilități perturbate și alunecări de teren în zona Tacna, Peru.
- Un cutremur cu magnitudinea 6,0 pe scara Richter a zguduit Insula Sumbawa, Indonezia, pe 8 mai, la o adâncime de 40 km.
- Un cutremur cu magnitudinea 7,2 pe scara Richter a zguduit nordul insulei Sumatra, Indonezia, pe 9 mai, la o adâncime de 48 km. Daune ușoare și o pană de curent au fost raportate la Simeulue.
- Un cutremur cu magnitudinea 5,2 pe scara Richter a zguduit Provincia M'Sila, Algeria, pe 14 mai, la o adâncime de 2 km. Două persoane au fost ucise și 43 rănite în apropiere de Beni Yellman.
- Un cutremur cu magnitudinea 6,0 pe scara Richter a zguduit Regiunea Loreto, Peru, pe 19 mai, la o adâncime de 131 km.
- Un cutremur cu magnitudinea 6,1 pe scara Richter a zguduit Regiunea Ayacucho, Peru, pe 23 mai, la o adâncime de 117 km.
- Un cutremur cu magnitudinea 6,5 pe scara Richter a zguduit Statul Acre, Brazilia, pe 24 mai, la o adâncime de 579 km.
- Un cutremur cu magnitudinea 6,3 pe scara Richter a zguduit nordul Dorsalei Medio-Atlantice, pe 25 mai, la o adâncime de 10 km.
- Un cutremur cu magnitudinea 6,4 pe scara Richter a zguduit sud-estul insulelor Ryukyu, Japonia, pe 26 mai, la o adâncime de 2 km.
- Un cutremur cu magnitudinea 7,2 pe scara Richter a zguduit Vanuatu, pe 27 mai, la o adâncime de 51 km.
- Un cutremur cu magnitudinea 6,4 pe scara Richter a zguduit Vanuatu, pe 27 mai, la o adâncime de 60 km.
- Un cutremur cu magnitudinea 6,0 pe scara Richter a zguduit Golful Moro, Filipine, pe 31 mai, la o adâncime de 10 km.
- Un cutremur cu magnitudinea 6,4 pe scara Richter a zguduit Insulele Andaman, India, pe 31 mai, la o adâncime de 127 km.

## Iunie
- Un cutremur cu magnitudinea 6,0 pe scara Richter a zguduit Provincia Puntarenas, Costa Rica, pe 1 iunie, la o adâncime de 25 km.
- Un cutremur cu magnitudinea 6,0 pe scara Richter a zguduit Vanuatu, pe 9 iunie, la o adâncime de 10 km.
- Un cutremur cu magnitudinea 7,5 pe scara Richter a zguduit Insulele Nicobar, India, pe 12 iunie, la o adâncime de 10 km.
- Un cutremur cu magnitudinea 6,1 pe scara Richter a zguduit coasta de est a insulei Honshu, Japonia, pe 13 iunie, la o adâncime de 30 km.
- Un cutremur cu magnitudinea 6,2 pe scara Richter a zguduit coasta de nord a insulei Noua Guinee, pe 16 iunie, la o adâncime de 22 km.
- Un cutremur cu magnitudinea 7,0 pe scara Richter a zguduit coasta de nord a insulei Noua Guinee, pe 16 iunie, la o adâncime de 10 km. Cel puțin 17 persoane au fost ucise, 10.000 strămutate și 2.556 de clădiri distruse sau avariate pe Insula Yapen. Mai multe clădiri au fost distruse sau avariate pe Insula Biak.
- Un cutremur cu magnitudinea 6,6 pe scara Richter a zguduit coasta de nord a insulei Noua Guinee, pe 16 iunie, la o adâncime de 20 km.
- Un cutremur cu magnitudinea 6,0 pe scara Richter a zguduit sudul insulelor Kermadec, pe 17 iunie, la o adâncime de 170 km.
- Un cutremur cu magnitudinea 6,1 pe scara Richter a zguduit Insulele Kurile, Rusia, pe 18 iunie, la o adâncime de 47 km.
- Un cutremur cu magnitudinea 6,1 pe scara Richter a zguduit Insula Noua Britanie, Papua Noua Guinee, pe 24 iunie, la o adâncime de 51 km.
- Un cutremur cu magnitudinea 6,7 pe scara Richter a zguduit Insulele Solomon, pe 26 iunie, la o adâncime de 40 km.
- Un cutremur cu magnitudinea 6,3 pe scara Richter a zguduit sudul insulelor Fiji, pe 30 iunie, la o adâncime de 556 km.
- Un cutremur cu magnitudinea 6,3 pe scara Richter a zguduit Statul Oaxaca, Mexic, pe 30 iunie, la o adâncime de 30 km. O persoană a fost ucisă la San Andrés Huaxpaltepec.

## Iulie
- Un cutremur cu magnitudinea 6,3 pe scara Richter a zguduit Vanuatu, pe 2 iulie, la o adâncime de 22 km.
- Un cutremur cu magnitudinea 6,4 pe scara Richter a zguduit coasta de est a insulei Honshu, Japonia, pe 4 iulie, la o adâncime de 20 km.
- Un cutremur cu magnitudinea 6,2 pe scara Richter a zguduit sudul Insulelor Mariane, pe 10 iulie, la o adâncime de 10 km.
- Un cutremur cu magnitudinea 6,2 pe scara Richter a zguduit Regiunea Antofagasta, Chile, pe 12 iulie, la o adâncime de 86 km.
- Un cutremur cu magnitudinea 6,6 pe scara Richter a zguduit Regiunea Biobío, Chile, pe 14 iulie, la o adâncime de 20 km.
- Un cutremur cu magnitudinea 6,7 pe scara Richter a zguduit Insulele Fox, Alaska, pe 18 iulie, la o adâncime de 30 km.
- Un cutremur cu magnitudinea 6,9 pe scara Richter a zguduit Insula Noua Britanie, Papua Noua Guinee, pe 18 iulie, la o adâncime de 50 km.
- Un cutremur cu magnitudinea 7,2 pe scara Richter a zguduit Insula Noua Britanie, Papua Noua Guinee, pe 18 iulie, la o adâncime de 40 km.
- Un cutremur cu magnitudinea 6,3 pe scara Richter a zguduit Insula Noua Britanie, Papua Noua Guinee, pe 20 iulie, la o adâncime de 40 km.
- Un cutremur cu magnitudinea 5,8 pe scara Richter a zguduit Provincia Fars, Iran, pe 20 iulie, la o adâncime de 10 km. Cel puțin o persoană a fost ucisă și 32 rănite în Fars. Cel puțin 50% din clădiri au fost avariate la Lamerd.
- Un cutremur cu magnitudinea 6,1 pe scara Richter a zguduit Insula Halmahera, Indonezia, pe 21 iulie, la o adâncime de 113 km.
- Un cutremur cu magnitudinea 6,2 pe scara Richter a zguduit Vanuatu, pe 22 iulie, la o adâncime de 40 km.
- Un cutremur cu magnitudinea 7,3 pe scara Richter a zguduit Golful Moro, Filipine, pe 23 iulie, la o adâncime de 600 km.
- Un cutremur cu magnitudinea 7,4 pe scara Richter a zguduit Golful Moro, Filipine, pe 23 iulie, la o adâncime de 589 km.
- Un cutremur cu magnitudinea 7,4 pe scara Richter a zguduit Golful Moro, Filipine, pe 23 iulie, la o adâncime de 639 km.
- Un cutremur cu magnitudinea 6,5 pe scara Richter a zguduit Golful Moro, Filipine, pe 24 iulie, la o adâncime de 561 km.
- Un cutremur cu magnitudinea 6,0 pe scara Richter a zguduit Tonga, pe 25 iulie, la o adâncime de 47 km.
- Un cutremur cu magnitudinea 6,5 pe scara Richter a zguduit Golful Moro, Filipine, pe 29 iulie, la o adâncime de 616 km.
- Un cutremur cu magnitudinea 6,4 pe scara Richter a zguduit coasta de est a peninsulei Kamceatka, Rusia, pe 30 iulie, la o adâncime de 40 km.
- Un cutremur cu magnitudinea 5,5 pe scara Richter a zguduit Provincia Razavi Khorasan, Iran, pe 30 iulie, la o adâncime de 11 km. Cel puțin 274 au fost persoane rănite și pagube însemnate au fost raportate în zona Torbat-e Heydarieh.

## August
- Un cutremur cu magnitudinea 6,5 pe scara Richter a zguduit Marea Molucelor, pe 3 august, la o adâncime de 60 km.
- Un cutremur cu magnitudinea 6,4 pe scara Richter a zguduit estul insulei Noua Guinee, pe 4 august, la o adâncime de 224 km.
- Un cutremur cu magnitudinea 6,3 pe scara Richter a zguduit Insulele Andreanof, Alaska, pe 4 august, la o adâncime de 54 km.
- Un cutremur cu magnitudinea 7,0 pe scara Richter a zguduit Insula Noua Britanie, Papua Noua Guinee, pe 4 august, la o adâncime de 37 km.
- Un cutremur cu magnitudinea 7,3 pe scara Richter a zguduit Vanuatu, pe 10 august, la o adâncime de 80 km. Un tsunami de 23 de cm a fost înregistrat la Port Vila.
- Un cutremur cu magnitudinea 7,1 pe scara Richter a zguduit Provincia Pastaza, Ecuador, pe 12 august, la o adâncime de 200 km. Pagube ușoare au fost raportate la Manta, Guayaquil și Loja.
- Un cutremur cu magnitudinea 6,9 pe scara Richter a zguduit Insulele Mariane, pe 13 august, la o adâncime de 10 km.
- Un cutremur cu magnitudinea 6,3 pe scara Richter a zguduit Insulele Mariane, pe 14 august, la o adâncime de 10 km.
- Un cutremur cu magnitudinea 6,6 pe scara Richter a zguduit Insulele Mariane, pe 14 august, la o adâncime de 20 km.
- Un cutremur cu magnitudinea 6,2 pe scara Richter a zguduit Insula Noua Britanie, Papua Noua Guinee, pe 15 august, la o adâncime de 181 km.
- Un cutremur cu magnitudinea 6,2 pe scara Richter a zguduit Mauritius, pe 16 august, la o adâncime de 2 km.
- Un cutremur cu magnitudinea 6,2 pe scara Richter a zguduit Fiji, pe 16 august, la o adâncime de 611 km.
- Un cutremur cu magnitudinea 6,2 pe scara Richter a zguduit Insulele Mariane, pe 18 august, la o adâncime de 50 km.
- Un cutremur cu magnitudinea 6,0 pe scara Richter a zguduit Insula Bougainville, Papua Noua Guinee, pe 20 august, la o adâncime de 41 km.
- Un cutremur cu magnitudinea 6,1 pe scara Richter a zguduit zona de coastă a statului Jalisco, Mexic, pe 24 august, la o adâncime de 20 km.
- Un cutremur cu magnitudinea 5,7 pe scara Richter a zguduit Provincia Semnan, Iran, pe 27 august, la o adâncime de 10 km. Cel puțin trei persoane au fost ucise, câteva sute rănite și 700 de case distruse în zona Damghan-Torud.
- Un cutremur cu magnitudinea 5,1 pe scara Richter a zguduit estul provinciei Sichuan, China, pe 29 august, la o adâncime de 30 km. 14 persoane au fost rănite și mai mult de 1.000 de case distruse în Ningnan și Ziaojia.

## Imagini

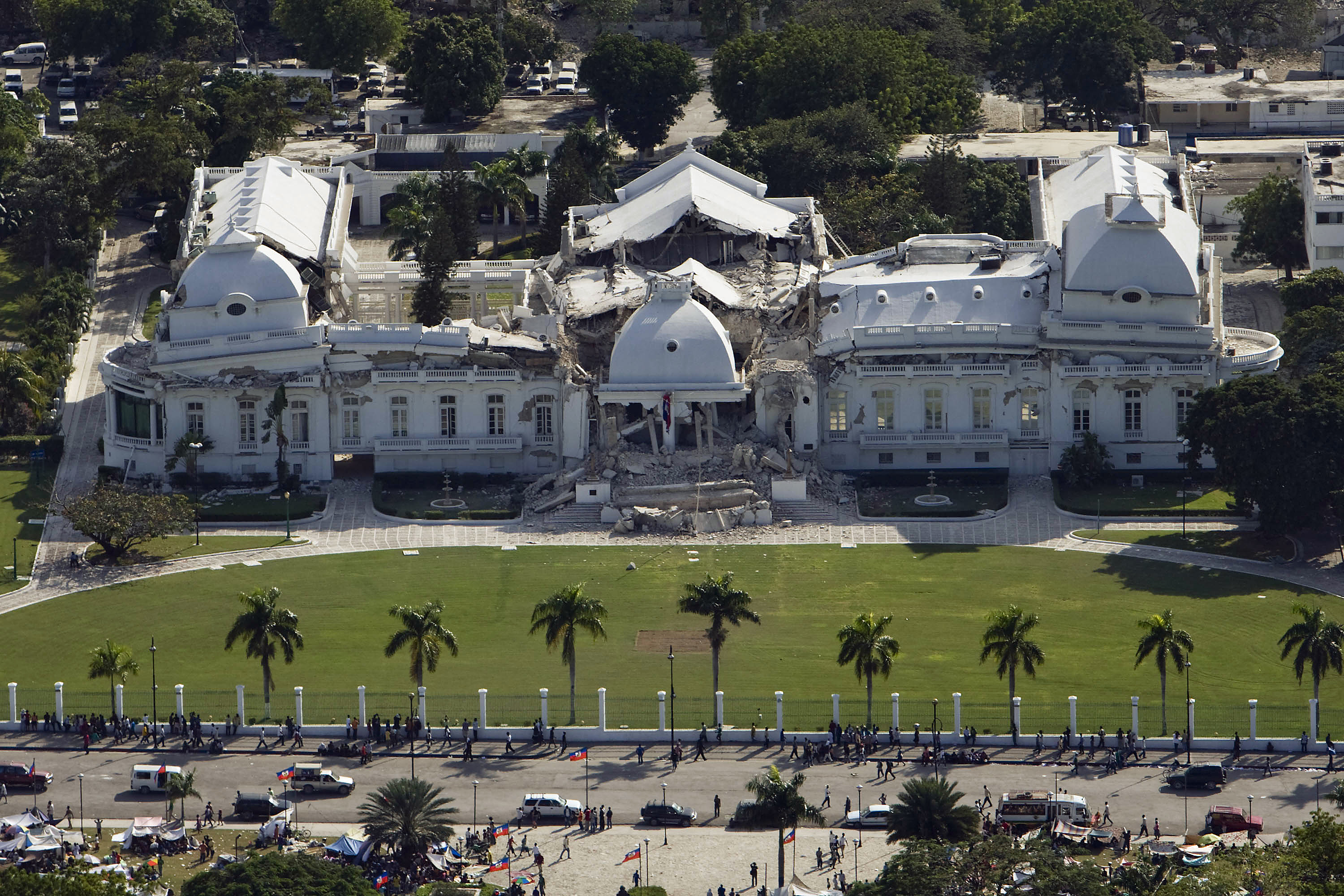
Haiti (7,0, 12 ianuarie)
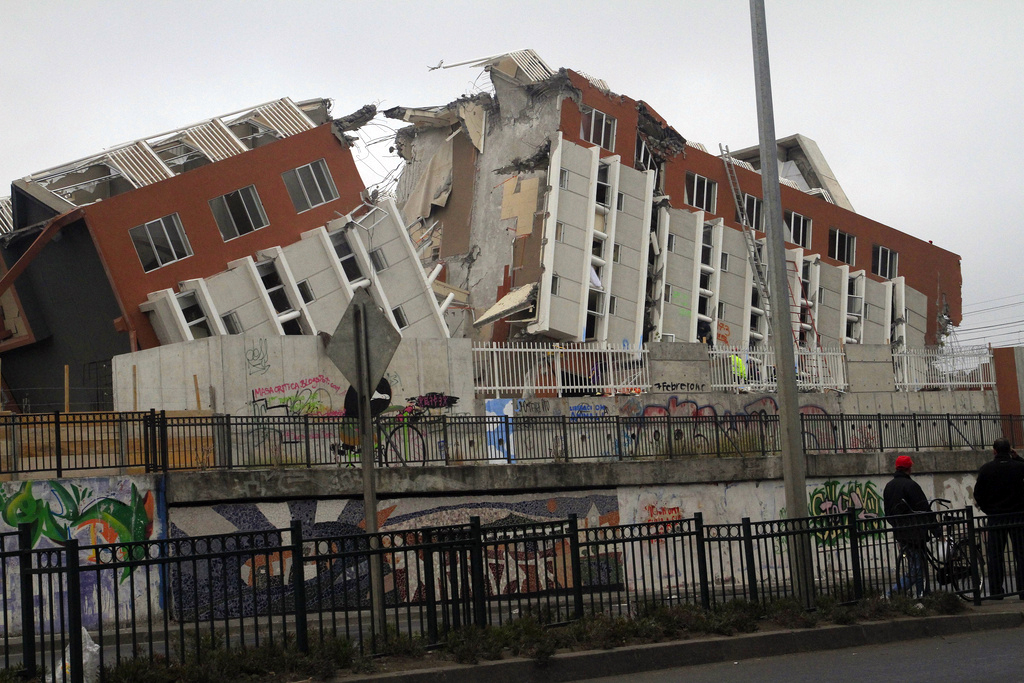
Chile (8,8, 27 februarie)
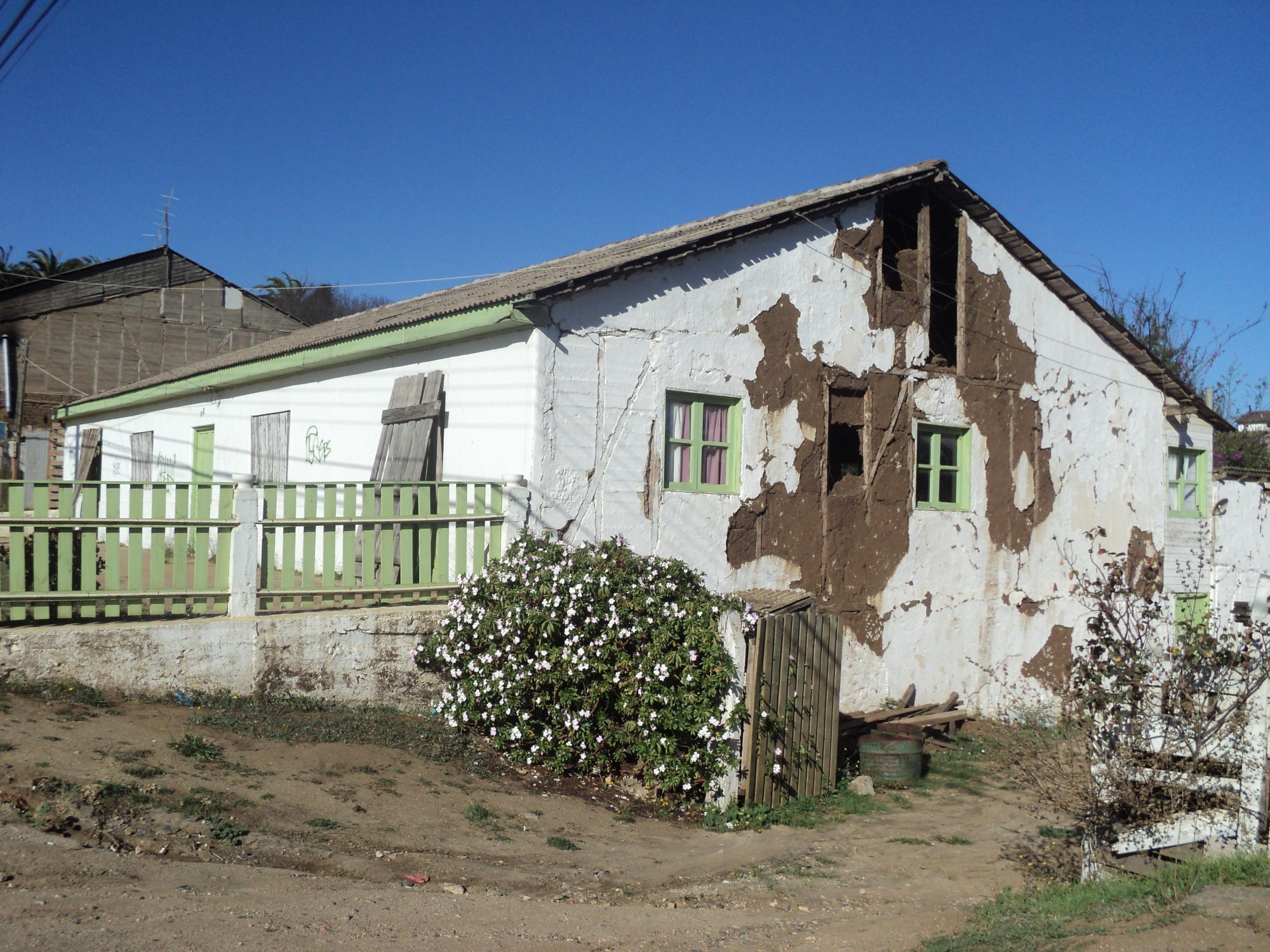
Pichilemu, Chile (6,9, 11 martie)
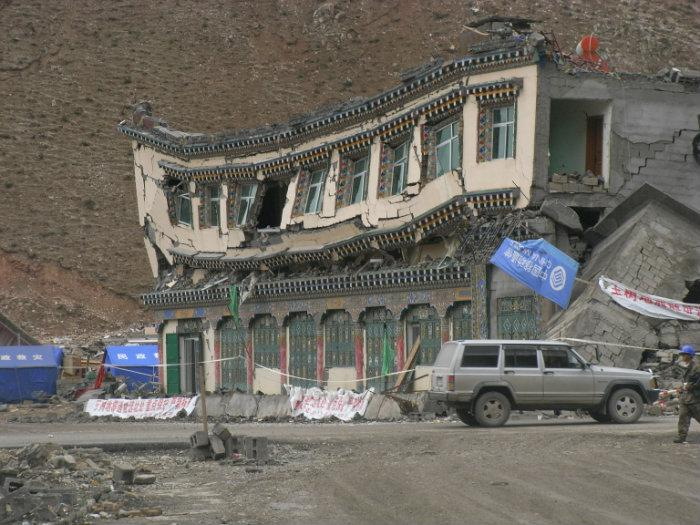
Yushu, China (6,9, 14 aprilie)
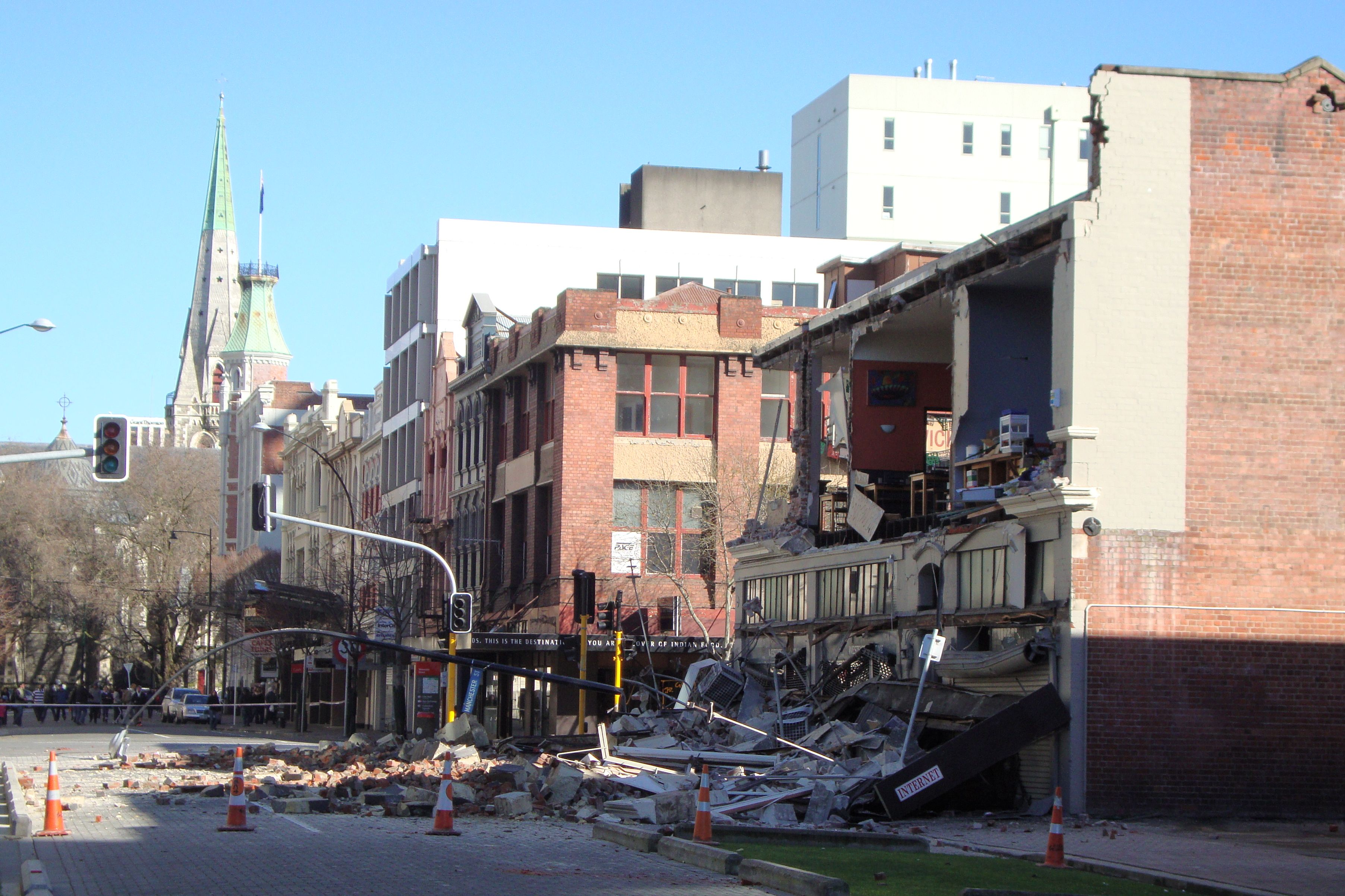
Canterbury, Noua Zeelandă (7,1, 4 septembrie)